# Ardèche (departma)
Ardèche (okcitansko Ardecha, oznaka 07) je francoski departma, imenovan po istoimenski reki, ki teče skozenj. Je v regiji Rona-Alpe.

## Zgodovina
Departma je bil ustanovljen v času francoske revolucije 4. marca 1790 iz nekdanje province Vivarais, ki je dobila svoje ime po glavnem mestu galskega plemena Helvijcev Viviersu.
V rimski dobi je bilo ozemlje del Galije Narbonensis. V 9. stoletju je bila pokrajina močno prizadeta z vpadi Ogrov in Saracenov, kar je povzročilo splošno depopulacijo regije. V zgodnjem 10. stoletju je področje pripadlo Arleškemu kraljestvu. Po smrti Rudolfa III. je ozemlje leta 1032 podedoval cesar Svetega rimskega cesarstva Konrad II. Kasneje je prešlo pod nadzor toulouških grofov, leta 1229 pa pod francosko krono.
V času verskih vojn (1562 - 1598) je Ardèche postal strateško pomembno območje med protestantskim Lyonom in Ženevo ter katoliškim Languedocom. S podporo Hugenotov je postal močno protestantsko oporišče.
Med francosko revolucijo je bilo prebivalstvo sprva na strani revolucionarjev, kasneje pa se je obrnilo proti njim, tako je bilo leta 1794 podvrženo revolucionarnemu nasilju. Z Napoleonom je Ardèche stopil v obdobje miru in naraščajoče industrializacije skozi vse 19. stoletje.

## Geografija
Ardèche leži v jugozahodnem delu regije Rona-Alpe. Na severu meji na departmaja Loaro in Isère, na vzhodu na Drôme, na jugovzhodu na departma regije Provansa-Alpe-Azurna obala Vaucluse, na jugu in zahodu na departmaja Gard in Lozère (regija Languedoc-Roussillon), na severozahodu pa na departma Zgornjo Loaro (Auvergne).